# 자니스 주니어 해산 그룹 (2000년 이후)
자니스 주니어 해산 그룹은 과거 쟈니스 사무소에 속한 자니스 주니어에 존재했던 그룹이다.

## B.B.D
그룹명은 「Best Beat Dancing」의 약어.

### 2000년 여름
- 나카마루 유이치 / 우에다 타츠야 / 이토 타츠야 / 하시다 야스시

### 2001년 봄
- 나카마루 유이치 / 우에다 타츠야 / 이토 타츠야 / 하시다 야스시 / 타나카 코키

## M.A.D.
2011년부터 "MAD"로서 활동.
「M.A.D.」를 참조.

## A.B.C.
2001년 결성. A.B.C-Z의 전신.
「A.B.C-Z」를 참조.

## V.WEST.
2001년 3월 결성.
- 우치 히로키 / 야스다 쇼타 / 마루야마 류헤이 / 오오쿠라 타다요시 / 미즈노 키요히토 / 이마야마 토오루

## M.A.O.
- 이토 마사시 / 오오쿠라 타다요시 / 오오보리 하루키 / 후쿠하라 카즈야

## ☆☆I★N★G★進行形
- 토신 요시카즈 / 와라가이 료타 / 핫토리 마사야 / 타카이 츄야 / 에디 라파이

## K.K.Kity
구 그룹명 「J-Support」. 2001년 10월 결성.
「K.K.Kity」를 참조.

## Ya-Ya-yah
2001년 겨울 결성.
- 야부 코타 / 야오토메 히카루 / 아유카와 타이요 / 야마시타 쇼온 / 아카마 나오야 / 호시노 마사키

## Four Tops
2002년 결성. 2003년 NEWS 결성으로 해산. 활동종료 후, 팬들에게는 전설적인 유닛이라고 불린다.
2018년, 타키&츠바사가 『쟈니스 카운트 다운 2018-2019』에서 마지막 무대를 밟는 것을 받아들여, 백댄서로서 약 16년만에 재결성됐다.
- 야마시타 토모히사 / 이쿠타 토마 / 카자마 슌스케 / 하세가와 준

### 출연
- 쟈니스 카운트 다운 2018 - 2019 (2018년 12월 31일, 도쿄돔)

### 오리지널 곡
- 波 - JASRAC 작품 코드：106-3290-5

## 타구미
田んぼ組의 전신. 2002년 쟈니 키타가와 사장의 「미야타 토시야의 중심의 유닛을 만들자」라고 해서 결성되었다.
미야타 토시야 / 이케다 유우 / 에다 츠요시 / 요시다 유키 / 무라타 카즈야 / 쿠로다 코세이

## H is H
히가시야마 노리유키의 제안에 의해 가위바위보로 하기하라 유키토가 리더가 되었다.
- 하기하라 유키토 / 시마다 나오키 / 하시다 야스시 / 이시다 토모히토

### 출연
- PLAYZONE'03 Vacation (2003년 7월 14일 ~ 8월 17일, 아오야마 극장)

## Jr.BOYS
- 타카키 유야 / 후지가야 타이스케 / 키타야마 히로미츠 / 와타나베 쇼타 / 노자와 유키

### 출연
- 칸사이 쟈니스 Jr. 오사카성 홀 FIRST CONCERT (2007년 5월 6일, 오사카성 홀)
- 쟈니즈 Jr.의 대모험! '07 @메리디안 (2007년 8월 15일 ~ 24일, 호텔 퍼시픽 메리디안)
- 봄방학 all 칸사이 쟈니스 Jr. with 나카야마 유마 in 오사카성 홀 (2010년 3월 28일・29일, 오사카성 홀)

## 아라시구미
아라시의 콘서트 백댄서를 맡는 주니어들 총칭.
- 후지가야 타이스케 / 마스다 타카히사 / 키타야마 히로미츠 / 미야타 토시야

## 칸사이 BOYS
- 카미야마 토모히로 / 야마자키 쿤타 / 나카다 다이치 / 하야시 마토리 / 나카모토 신야 / 무로 류타 / 이토 마사시

## BOYS
- 하마다 타카히로 / 나카다 다이치 / 무로 류타 / 야마자키 쿤타

### 오리지널 곡
- 夢色クロニクル - JASRAC 작품 코드：144-5492-1
- LOVE OR GUILTY - JASRAC 작품 코드：134-1055-5
- さよなら〜二人の空〜 - JASRAC 작품 코드：165-4054-9
- STAY GOLD - JASRAC 작품 코드：158-2310-5

## B.A.D.BOYS
칸사이 Jr내의 유닛. B.A.D.와 BOYS가 같이 활동했을때의 유닛명.

#### B.A.D.
- 나카마 준타 / 키리야마 아키토

#### BOYS
- 하마다 타카히로 / 나카다 다이치 / 무로 류타 / 야마자키 쿤타

## mint
- m - 마츠모토 코헤이 / i - 이노오 케이 / n - 니카이도 타카시 / t - 타마모리 유타

## J.J.Express
2004년 결성. 2007년 11월, Hey! Say! JUMP 결성으로 소멸.
- 타카키 유야 / 이노오 케이 / 아리오카 다이키 / 카메이 타쿠 / 후카자와 타츠야 / 하시모토 료스케

### 과거 멤버
- 마츠모토 코헤이 / 무라노 타카요시 / 타마모리 유타 / 야마시타 타쿠미 / 아사카 코다이 / 나카지마 유토 / 모리모토 류타로

## Kis-My-Ft.
2004년 4월 결성. 2005년 여름 A.B.C.Jr.와 합체해, Kis-My-Ft2가 결성되어 소멸.
- 마스다 타카히사 / 키타야마 히로미츠 / 후지가야 타이스케 / 요코오 와타루 / 이이다 쿄헤이

## Question?
2004년 결성.
- 요도가와 요시히로 / 후지이에 카즈요리 / 이시가키 다이스케 / 이고 아쿤 / 고토 히로미 / 노다 유야 / 요네무라 다이지로

## 탄보구미
- 미야타 토시야 / 이케다 유우 / 에다 츠요시 / 요시다 유키

## A.B.C.Jr.
2005년 여름 Kis-My-Ft.와 합체해, Kis-My-Ft2가 결성되어 소멸.
- 니카이도 타카시 / 센가 켄토 / 야마사와 마코토 / 하야시 쇼타 / 카메이 타쿠 / 야마모토 료타 / 미야타 토시야 / 타마모리 유타

## small but BIG 4
- 나카지마 유토 / 고토 히로미 / 이와나가 죠이 / 토미 마오

## TOPS
- 고토 히로미 / 이와나가 죠이 / 토미 마오 / 후지마 타카히코

## Veteran
- 하마나카 분이치 / 키쿠오카 마사히로 / 야마자키 쿤타 / 무로 류타 / 이토 마사시 / 고토 히로미

## Kitty
- 키타야마 히로미츠 / 이노오 케이 / 토츠카 쇼타 / 야오토메 히카루

## OSSaN
- 오오타 히로아키 / 사타케 코키 / 센자키 료타 / 나가오 히로키 / 아다치 타스쿠

## Tap Kids
- 나카지마 유토 / 모리모토 류타로 / 모리모토 신타로 / 칸다 노리유키

## Kitty Jr.
- 야마다 료스케 / 쿄모토 타이가 / 이토 타쿠미 / 타키노 유우 / 타츠오키 나오야 / 치넨 유리

## TOP Kids
- 나카야마 유마 / 카미야마 토모히로 / 후지이 류세이 / 밧케스 켄토

## 무에타이 무카이 브라더스
- 무카이 코지 (동생) / 무카이 타츠로 (형)

## 7 WEST
「7WEST」를 참조.

## 부도칸
- 야라 토모유키 / 센가 켄토 / 츠카다 료이치 / 야마모토 료타 / 하마나카 분이치

## 무로3형제
- 무로 타츠키 (장남) / 무로 류타 (차남) / 무로 마사야 (삼남)

## MADE
「MADE」를 참조.

## TOP3
- 하시모토 료스케 / 노자와 유키 / 사나다 유마

## 나카야마 유마 w/7 WEST
「나카야마 유마 w/7 WEST」를 참조.

## B.I.Shadow
「B.I.Shadow」를 참조.

## Hip Hop JUMP
「Hip Hop JUMP」를 참조.

## They부도
「They부도」를 참조.

## Mis Snow Man
「Mis Snow Man」를 참조.

## 모리모토 신타로with 스노우 프린스합창단
- 모리모토 신타로 외

## Big Gangs
- 아리모토 유 / 우에무라 마사야 / 쿠스모토 유키토 / 밧케스 켄토

## Shadow WEST
「Shadow WEST」를 참조.

## 쿄오토코
「쿄오토코」를 참조.

## 스노우 프린스 합창단
- 모리모토 신타로 / 키시모토 신타로 / 오오츠카 유우야 / 호리노우치 타츠야 / 오카다 아오이 / 하바 유우키 / 하시모토 료 / 이노우에 미즈키 / 치노 아오이 / 쿠리타 케이 / 나카무라 레이아

## B.B.V.
- B.A..D.
  - 나카마 준타 / 키리야마 토모히로
  - BOYS
    - 하마다 타카히로 / 나카다 다이치

  - Veteran
    - 하마나카 분이치 / 무로 타츠키 / 야마자키 쿤타 / 무로 류타 / 이토 마사시 / 키쿠오카 마사히로

## 소년 방악 전과
- 쿄모토 타이가 / 후지마 타카히코 / 콘노 타카유키 / 하야시 죠이치 / 무라지 쇼노스케

## S.A.D.
- 나카다 히로키 / 카에시마 노에루 / 시메카케 류야 / 모리타 뮤토

## JR.A
- 나카다 히로키 / 카에시마 노에루 / 시메카케 류야 / 모리타 뮤토

## noon boyz
2011년 10월 결성. 16대 이이토모 청년대.
- 사나다 유마 / 노자와 유키

### 출연

#### TV 프로그램
- 모리타 카즈요시 아워 와랏테 이이토모! (2011년 10월 ~ 2014년 3월, 후지TV)
- 와랏테 이이토모! 증간호 (2011년 10월 ~ 2014년 3월, 후지TV)

#### 콘서트・무대
- 쟈니즈 긴자 You의 앞에는 Me가 있다! 〔A.B.C-Z with noon boyz〕 (2012년 5월 11일 ~ 13일, 시어터 크리에)
- Live House 쟈니스 긴자 〔noon boyz & 쟈니스 Jr,〈Part1〉〕 (2013년 4월 29일・30일・5월 11일・25일, 시어터 크리에)
- 은하영웅전설 제4장 후편 격돌 (2014년 2월 11일 ~ 3월 2일, 아오야마 극장)

#### CM
- 배스킨라빈스 「챌린지・더・트리플」 (2013년 8월~) - 진구지 유타, 이와모토 히카루도 출연.

## Aぇ少年
- 나가세 렌 / 니시하타 다이고 / 요시노 이오리 / 시라모토 쇼타 / 마사카도 요시노리

## Kin Kan
- 무카이 코지 / 히라노 쇼 / 카네우치 토마

## 나니와오지
- 나가세 렌 / 니시하타 다이고 / 오오니시 류세이

## Gang-Star
- 하야시 마토리 / 코쟈 나이루 / 이마에 다이치 / 쿠사마 리챠드 케이타 / 후지와라 죠이치로 / 오오하시 카즈야 / 아사다 쥰야

## Love-tune
2016년 3월 결성. 2018년 11월 30일, 쟈니스 사무소 홈페이지에 의해 멤버 전원 퇴소가 발표되었다.
「Love-tune」를 참조.

## Classmate J
2016년 결성.

## 天才Genius
- 모토다카 카츠키 / 무라키 료타 / 스가타 린네

## Johnny's5
- 타카하시 카이토 / 타카하시 유토 / 하시모토 료 /  이노우에 미즈키 / 이가리 소야